# Џорџи
Ђорђе Ћулафић (Београд, 6. март 1995), познат као Џорџи, српски је певач, текстописац, водитељ и манекен.

## Биографија
Џорџи од 12. године свира гитару, а касније почиње озбиљније да се бави продукцијом, певањем и свирањем још неколико инструмената, иако није школовани музичар. Ишао је у основну школу са Саром Рељић и кратко су били заједно у бенду. Џорџи је био фронтмен бенда Lem Jem (бенд се најпре звао Hell Jack), а након тога објављује песму "Не пијем" 2020. године за продукцијску кућу Bassivity Digital.
Од 2015. године бави се моделингом под именом George Culafic, агент му је била Дреа Вујовић. Радио је у кампањама за познате модне брендове, један од њих је и Hugo Boss. Већ на почетку каријере путује у Њујорк, а потом и Лос Анђелес да ради кампању за компанију Tommy Hilfiger. Појављује се и у објавама GQ Italia и Men's Health Best Fashion.
Одбио је да глуми у музичком споту са Ритом Ором због тога што она себе назива амбасадорком Косова. Нагласио је да нема ништа против (албанског) народа, али има против агенде, по његовом мишљењу ниједан уметник не треба да се толико меша у политику.

### IDJ Show
На аудицији за IDJ Show, представља се са ауторском песмом "Зора". Улази у ТОП 12 такмичара и добија прилику да сними песму и званични видео за IDJ продукцију. Песма се зове "Лош сам ти ја", а музику је радио Џорџи и дугогодишњи сарадник његове менторке Теодоре Џехверовић Марко Морено.

## Дискографија

### Албуми
- Аномалије (2025, IDJVideos)

### Мини албуми
- IZ3 (2023)

### Синглови
- Не пијем (2020)
- Улазим (2022)
- Лош сам ти ја (2022)
- Етида (са Едитом) (2022)
- Зора (2023)
- Индијанац (2023)
- Марија (2023)
- У мраку (2023)
- Заборави нас (са Лорес) (2023)
- Луна парк (2024)
- Видим само њу (са Душаном Куртићем) (2024)
- Ја или он (са Ђексоном) (2024)

#### Обраде
- Кораци у ноћи x Не пијем x Зора (2022)
- До зоре (са Wajzom)  (2022)
- Еликсир (са Лорес) (2022)
- Сијам (2022)
- Лош сам ти ја (са Зоном) (2023)

## Награде и номинације
| Година | Награда               | Категорија          | Песма           | Исход      | Реф.  |
| ------ | --------------------- | ------------------- | --------------- | ---------- | ----- |
| 2023.  | Music Awards Ceremony | Урбан поп нумера    | „Лош сам ти ја” | Номинација | [ 8 ] |
| 2023.  | Music Awards Ceremony | Њу ејџ колаборација | „Етида”         | Номинација | [ 9 ] |

## Фестивали
- Луна парк, Песма за Евровизију 2024, 8. место